# Casa cu Himere
Casa cu Himere (în ucraineană Будинок з химерами, transliterat: Budînok z hîmeramî) sau Casa Horodecki (ori Gorodețki, Horodețkîi) este o clădire în stil art nouveau situată în cartierul istoric Lîpkî⁠(d) din Kiev, capitala Ucrainei. Situată la adresa Strada Bankova⁠(uk)[traduceți] 10, vizavi de Clădirea Administrației Prezidențiale din Kiev, clădirea este utilizată pentru ceremonii oficiale și diplomatice începând din anul 2005. Datorită proximității de Oficiul Președintelui, strada din fața clădirii este o zonă pietonală⁠(d).
Arhitectul polonez Władysław Horodecki⁠(d) a construit edificiul ca clădire de apartamente de lux în anii 1901–1902; în anii următori a fost vândută și și-a schimbat proprietarii în mai multe rânduri, în cele din urmă fiind ocupată de policlinica Partidului Comunist până la începutul anilor 2000. Ea a fost ulterior reconstruită conform cu planurile originale ale lui Horodecki.
Clădirea își trage numele de la ornamentele decorative care reprezintă animale exotice și scene de vânătoare, sculptate de arhitectul italian Emilio Sala⁠(d), căci Horodecki era un vânător pasionat. Numele nu se referă la himerele din mitologie ci la un stil arhitectonic cunoscut ca ornamentație cu himere, în care figuri de animale sunt aplicate clădirii ca elemente decorative. Stilul arhitectural unic al lui Horodecki i-a adus acestuia laude ca „Antoni Gaudí din Kiev”.

## Galerie de imagini

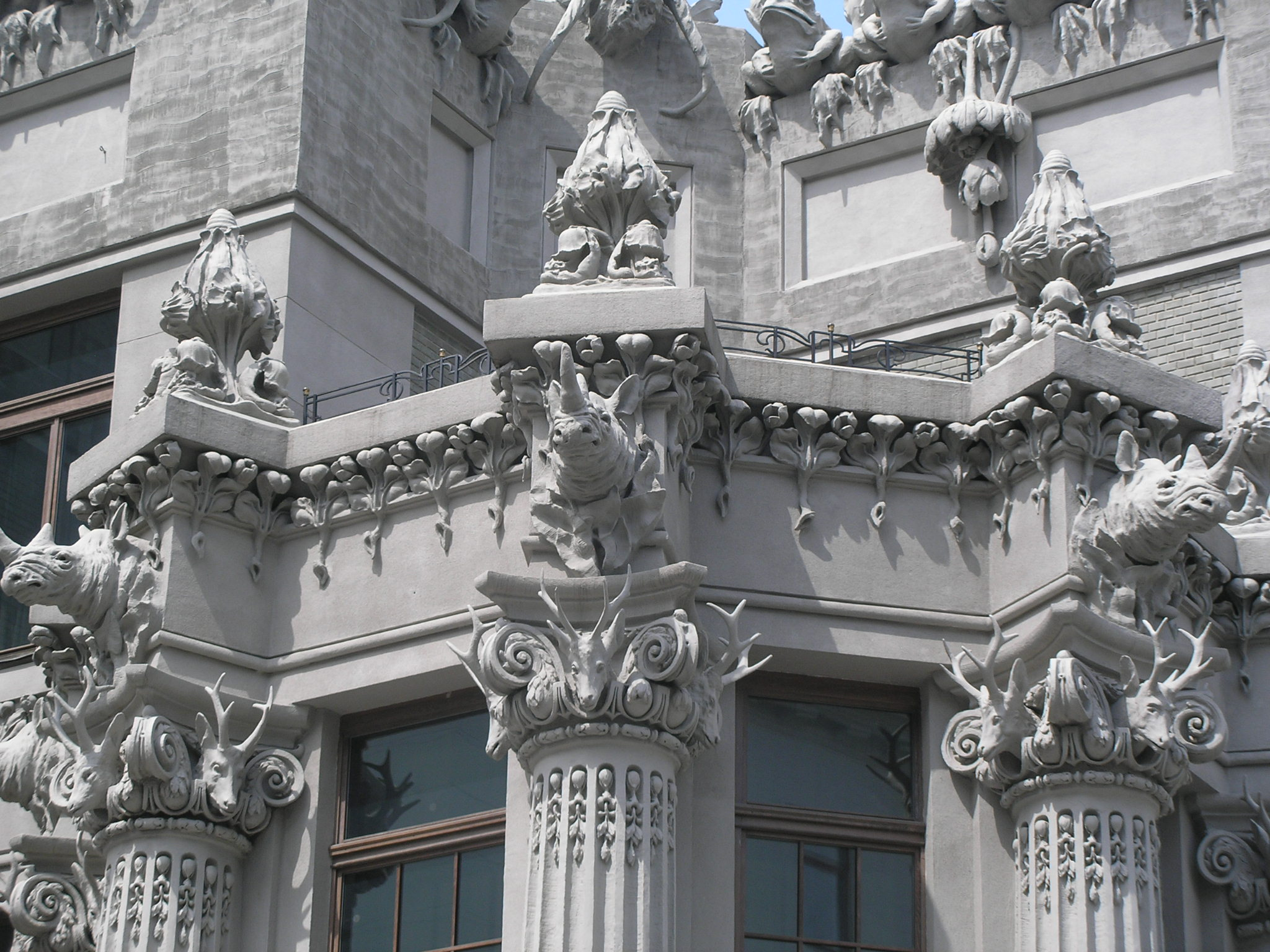
Ornamentații elaborate: cerbi și rinoceri
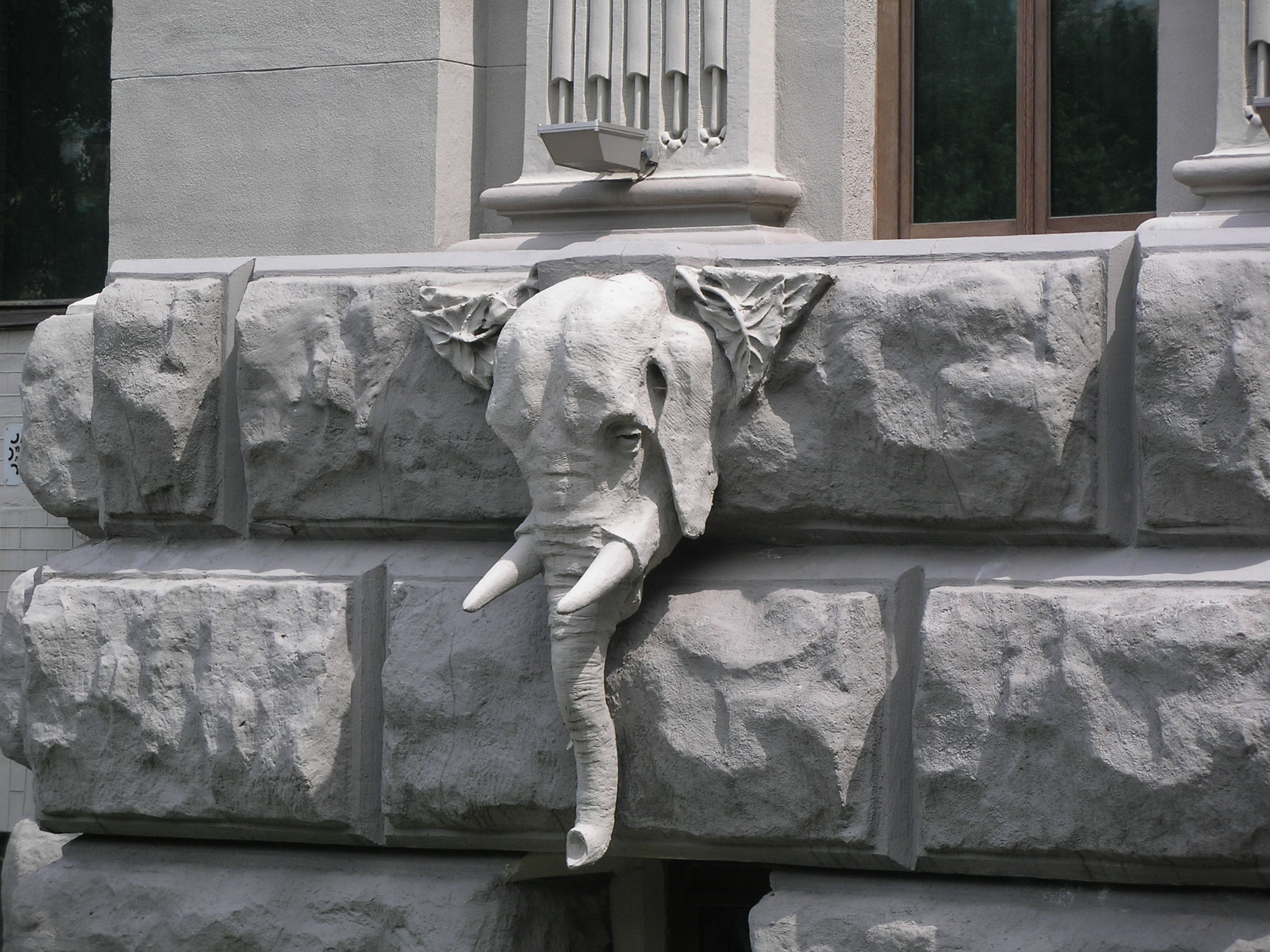
Sculpturi interesante, ca acest gargui
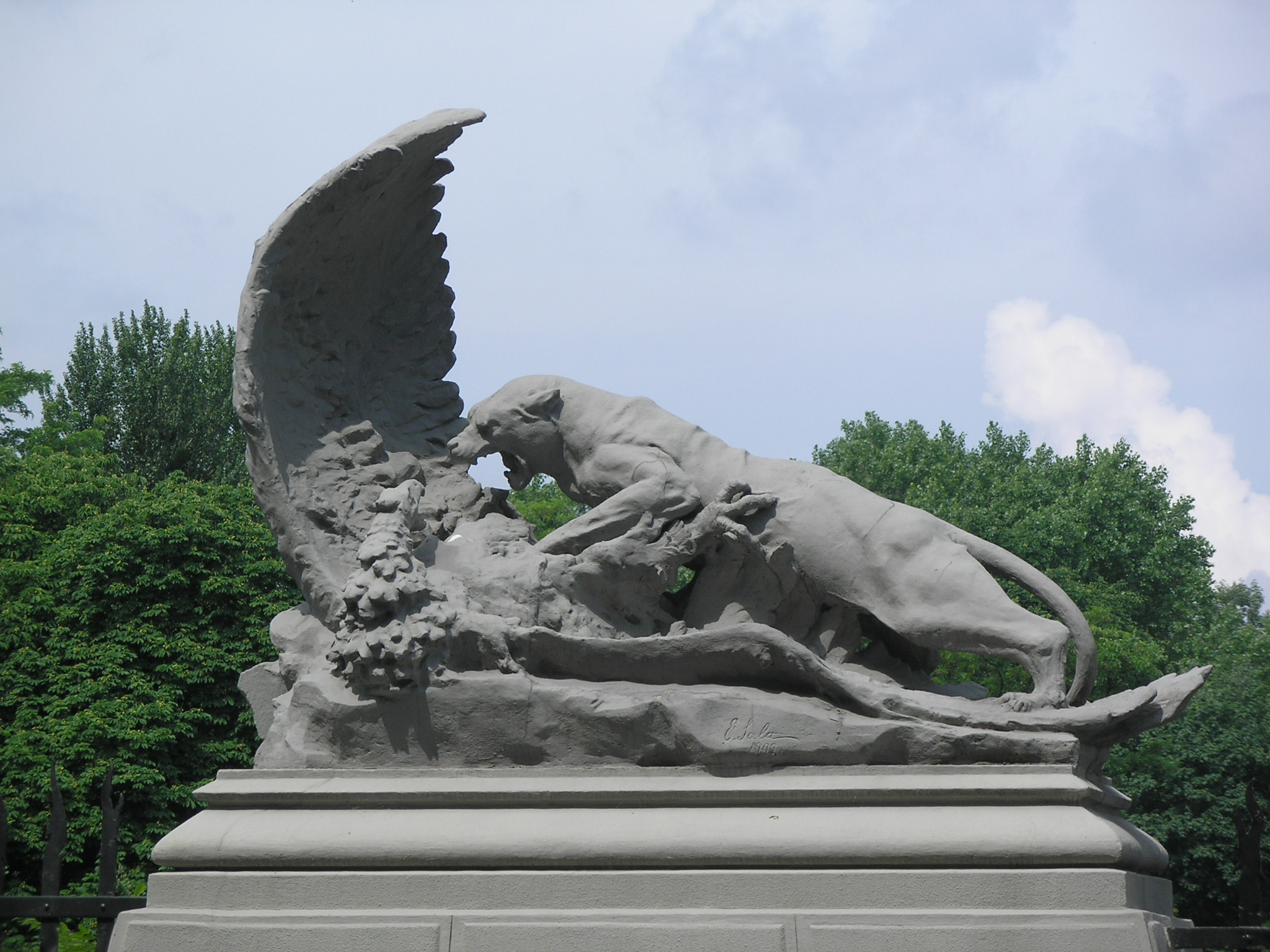
Una din multele figurine care apar pe clădire
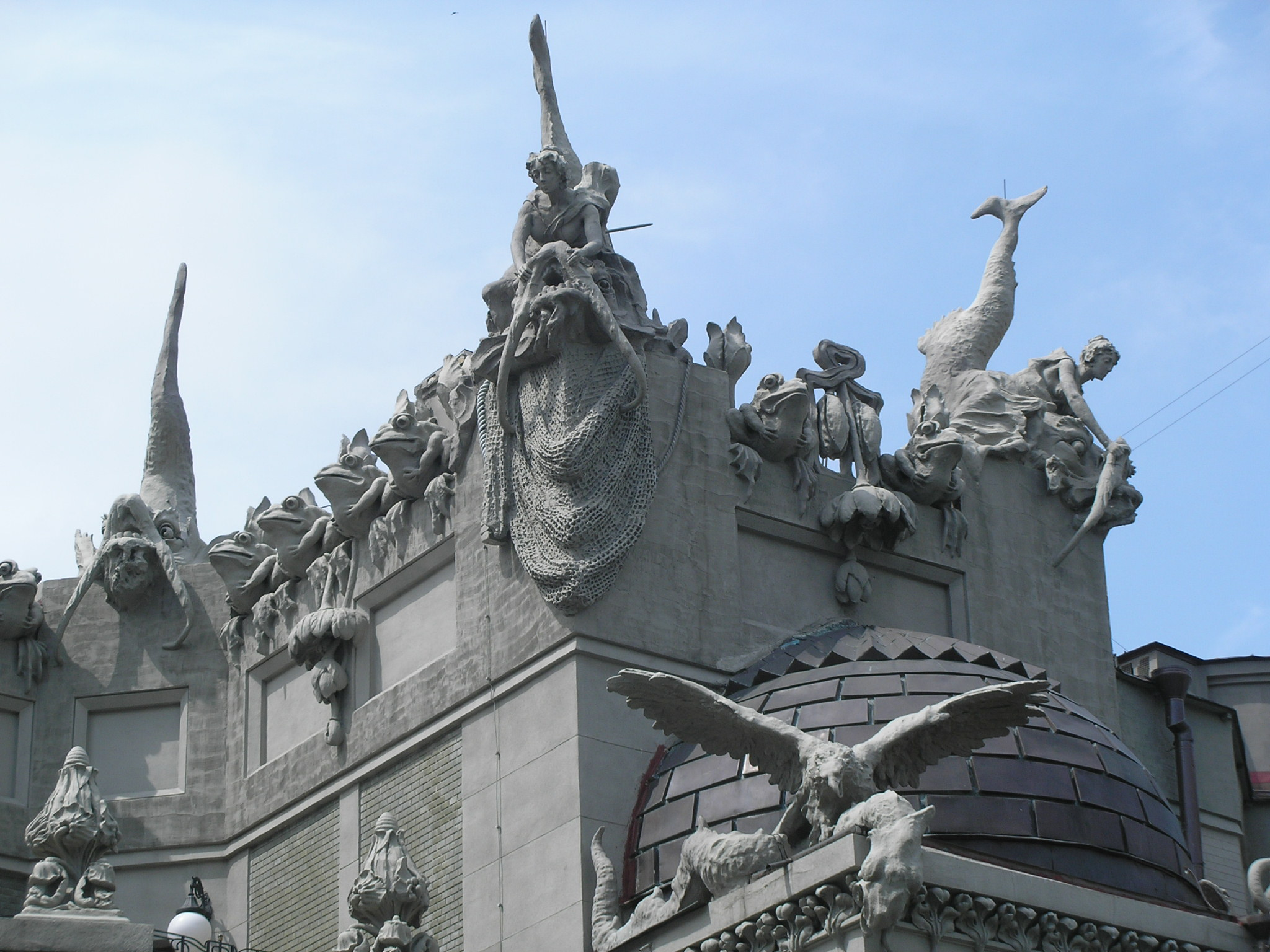
Detalii cu statui de sirene și amfibieni